# Kojgorodoki járás

A Kojgorodoki járás Komiföldön

A Kojgorodoki járás (oroszul Койгородский район, komi nyelven Койгорт район) Oroszország egyik járása Komiföldön. Székhelye Kojgorodok.

## Népesség
- 2002-ben 10 020 lakosa volt, melynek 48%-a orosz, 40%-a komi, 4,3%-a ukrán, 2,8%-a német, 1%-a fehérorosz.
- 2010-ben 8 431 lakosa volt, melynek 56,1%-a orosz, 35,5%-a komi, 3%-a ukrán, 1,9%-a német, 0,8%-a tatár, 0,5%-a fehérorosz.